# Liste der Lieder von Rammstein

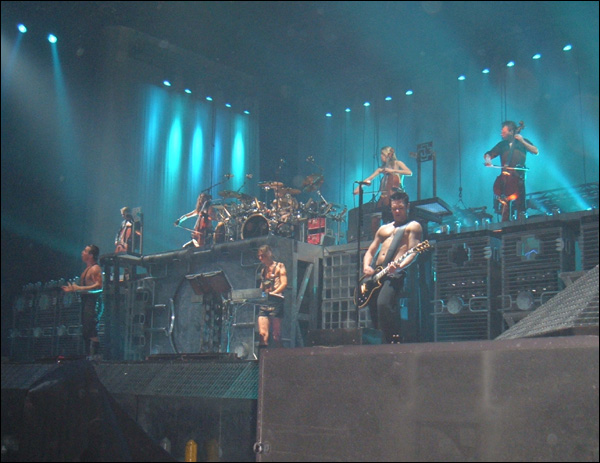
Rammstein live mit Apocalyptica in Mailand (2005)

Dies ist eine Liste der Lieder der deutschen NDH-Musikgruppe Rammstein, ausgenommen eigene Coverversionen und Remixe.

## Eigenkompositionen

### #
| Titel | Autoren   | Album                 | Jahr |
| ----- | --------- | --------------------- | ---- |
| 5/4   | Rammstein | Raritäten (1994-2012) | 2002 |

### A
| Titel             | Autoren   | Album        | Jahr |
| ----------------- | --------- | ------------ | ---- |
| Adieu             | Rammstein | Zeit         | 2022 |
| Adios             | Rammstein | Mutter       | 2001 |
| Alter Mann        | Rammstein | Sehnsucht    | 1997 |
| Amerika           | Rammstein | Reise, Reise | 2004 |
| Amour             | Rammstein | Reise, Reise | 2004 |
| Angst             | Rammstein | Zeit         | 2022 |
| Armee der Tristen | Rammstein | Zeit         | 2022 |
| Asche zu Asche    | Rammstein | Herzeleid    | 1995 |
| Ausländer         | Rammstein | Unbetitelt   | 2019 |

### B
| Titel         | Autoren   | Album                 | Jahr |
| ------------- | --------- | --------------------- | ---- |
| Benzin        | Rammstein | Rosenrot              | 2005 |
| Bestrafe mich | Rammstein | Sehnsucht             | 1997 |
| Bück dich     | Rammstein | Sehnsucht             | 1997 |
| B********     | Rammstein | Liebe ist für alle da | 2009 |

### D
| Titel             | Autoren   | Album                                   | Jahr |
| ----------------- | --------- | --------------------------------------- | ---- |
| Dalai Lama        | Rammstein | Reise, Reise                            | 2004 |
| Das alte Leid     | Rammstein | Herzeleid                               | 1995 |
| Der Meister       | Rammstein | Herzeleid                               | 1995 |
| Deutschland       | Rammstein | Unbetitelt                              | 2019 |
| Diamant           | Rammstein | Unbetitelt                              | 2019 |
| Dicke Titten      | Rammstein | Zeit                                    | 2022 |
| Donaukinder       | Rammstein | Liebe ist für alle da (Special Edition) | 2009 |
| Du hast           | Rammstein | Sehnsucht                               | 1997 |
| Du riechst so gut | Rammstein | Herzeleid                               | 1995 |

### E
| Titel      | Autoren   | Album     | Jahr |
| ---------- | --------- | --------- | ---- |
| Eifersucht | Rammstein | Sehnsucht | 1997 |
| Ein Lied   | Rammstein | Rosenrot  | 2005 |
| Engel      | Rammstein | Sehnsucht | 1997 |

### F
| Titel             | Autoren   | Album                                   | Jahr |
| ----------------- | --------- | --------------------------------------- | ---- |
| Feuer frei!       | Rammstein | Mutter                                  | 2001 |
| Feuer und Wasser  | Rammstein | Rosenrot                                | 2005 |
| Feuerräder        | Rammstein | Raritäten (1994-2012)                   | 1994 |
| Frühling in Paris | Rammstein | Liebe ist für alle da                   | 2009 |
| Führe mich        | Rammstein | Liebe ist für alle da (Special Edition) | 2009 |

### G
| Titel               | Autoren   | Album                 | Jahr |
| ------------------- | --------- | --------------------- | ---- |
| Gib mir deine Augen | Rammstein | Raritäten (1994-2012) | 2012 |
| Giftig              | Rammstein | Zeit                  | 2022 |

### H
| Titel        | Autoren   | Album                                   | Jahr |
| ------------ | --------- | --------------------------------------- | ---- |
| Haifisch     | Rammstein | Liebe ist für alle da                   | 2009 |
| Halleluja    | Rammstein | Links 2 3 4 (Single)                    | 2001 |
| Hallomann    | Rammstein | Unbetitelt                              | 2019 |
| Halt         | Rammstein | Liebe ist für alle da (Special Edition) | 2009 |
| Heirate mich | Rammstein | Herzeleid                               | 1995 |
| Herzeleid    | Rammstein | Herzeleid                               | 1995 |
| Hilf mir     | Rammstein | Rosenrot                                | 2005 |

### I
| Titel          | Autoren   | Album                 | Jahr |
| -------------- | --------- | --------------------- | ---- |
| Ich tu dir weh | Rammstein | Liebe ist für alle da | 2009 |
| Ich will       | Rammstein | Mutter                | 2001 |

### K
| Titel                  | Autoren   | Album               | Jahr |
| ---------------------- | --------- | ------------------- | ---- |
| Keine Lust             | Rammstein | Reise, Reise        | 2004 |
| Klavier                | Rammstein | Sehnsucht           | 1997 |
| Kokain                 | Rammstein | Das Modell (Single) | 1997 |
| Küss mich (Fellfrosch) | Rammstein | Sehnsucht           | 1997 |

### L
| Titel                 | Autoren   | Album                                   | Jahr |
| --------------------- | --------- | --------------------------------------- | ---- |
| Laichzeit             | Rammstein | Herzeleid                               | 1995 |
| Liebe ist für alle da | Rammstein | Liebe ist für alle da                   | 2009 |
| Liese                 | Rammstein | Liebe ist für alle da (Special Edition) | 2009 |
| Links 2 3 4           | Rammstein | Mutter                                  | 2001 |
| Los                   | Rammstein | Reise, Reise                            | 2004 |
| Lügen                 | Rammstein | Zeit                                    | 2022 |

### M
| Titel                         | Autoren   | Album                     | Jahr |
| ----------------------------- | --------- | ------------------------- | ---- |
| Mann gegen Mann               | Rammstein | Rosenrot                  | 2005 |
| Mehr                          | Rammstein | Liebe ist für alle da     | 2009 |
| Mein Herz brennt              | Rammstein | Mutter                    | 2001 |
| Mein Land                     | Rammstein | Made in Germany 1995–2011 | 2011 |
| Mein Teil                     | Rammstein | Reise, Reise              | 2004 |
| Meine Tränen                  | Rammstein | Zeit                      | 2022 |
| Morgenstern                   | Rammstein | Reise, Reise              | 2004 |
| Moskau (feat. Viktoria Fersh) | Rammstein | Reise, Reise              | 2004 |
| Mutter                        | Rammstein | Mutter                    | 2001 |

### N
| Titel | Autoren   | Album  | Jahr |
| ----- | --------- | ------ | ---- |
| Nebel | Rammstein | Mutter | 2001 |

### O
| Titel     | Autoren   | Album        | Jahr |
| --------- | --------- | ------------ | ---- |
| Ohne dich | Rammstein | Reise, Reise | 2004 |
| OK        | Rammstein | Zeit         | 2022 |

### P
| Titel | Autoren   | Album                 | Jahr |
| ----- | --------- | --------------------- | ---- |
| Puppe | Rammstein | Unbetitelt            | 2019 |
| Pussy | Rammstein | Liebe ist für alle da | 2009 |

### R
| Titel        | Autoren   | Album                 | Jahr |
| ------------ | --------- | --------------------- | ---- |
| Radio        | Rammstein | Unbetitelt            | 2019 |
| Rammlied     | Rammstein | Liebe ist für alle da | 2009 |
| Rammstein    | Rammstein | Herzeleid             | 1995 |
| Rein raus    | Rammstein | Mutter                | 2001 |
| Reise, Reise | Rammstein | Reise, Reise          | 2004 |
| Rosenrot     | Rammstein | Rosenrot              | 2005 |
| Roter Sand   | Rammstein | Liebe ist für alle da | 2009 |

### S
| Titel                                                                | Autoren   | Album        | Jahr |
| -------------------------------------------------------------------- | --------- | ------------ | ---- |
| Schwarz                                                              | Rammstein | Zeit         | 2022 |
| Seemann                                                              | Rammstein | Herzeleid    | 1995 |
| Sehnsucht                                                            | Rammstein | Sehnsucht    | 1997 |
| Sex                                                                  | Rammstein | Unbetitelt   | 2019 |
| Sonne                                                                | Rammstein | Mutter       | 2001 |
| Spiel mit mir                                                        | Rammstein | Sehnsucht    | 1997 |
| Spieluhr                                                             | Rammstein | Mutter       | 2001 |
| Spring                                                               | Rammstein | Rosenrot     | 2005 |
| Stein um Stein                                                       | Rammstein | Reise, Reise | 2004 |
| Stirb nicht vor mir (Don’t Die Before I Do) (feat. Sharleen Spiteri) | Rammstein | Rosenrot     | 2005 |

### T
| Titel           | Autoren                  | Album      | Jahr |
| --------------- | ------------------------ | ---------- | ---- |
| Tattoo          | Rammstein                | Unbetitelt | 2019 |
| Te quiero puta! | Rammstein                | Rosenrot   | 2005 |
| Tier            | Jürgen Engler, Rammstein | Sehnsucht  | 1997 |

### V
| Titel             | Autoren   | Album              | Jahr |
| ----------------- | --------- | ------------------ | ---- |
| Vergiss uns nicht | Rammstein | Mein Land (Single) | 2011 |

### W
| Titel                                | Autoren   | Album                 | Jahr |
| ------------------------------------ | --------- | --------------------- | ---- |
| Waidmanns Heil                       | Rammstein | Liebe ist für alle da | 2009 |
| Was ich liebe                        | Rammstein | Unbetitelt            | 2019 |
| Weisses Fleisch                      | Rammstein | Herzeleid             | 1995 |
| Weit weg                             | Rammstein | Unbetitelt            | 2019 |
| Wiener Blut                          | Rammstein | Liebe ist für alle da | 2009 |
| Wilder Wein                          | Rammstein | Raritäten (1994-2012) | 2015 |
| Wo bist du?                          | Rammstein | Rosenrot              | 2005 |
| Wollt ihr das Bett in Flammen sehen? | Rammstein | Herzeleid             | 1995 |

### Z
| Titel     | Autoren   | Album      | Jahr |
| --------- | --------- | ---------- | ---- |
| Zeig dich | Rammstein | Unbetitelt | 2019 |
| Zeit      | Rammstein | Zeit       | 2022 |
| Zerstören | Rammstein | Rosenrot   | 2005 |
| Zick Zack | Rammstein | Zeit       | 2022 |
| Zwitter   | Rammstein | Mutter     | 2001 |

## Coverversionen
| Titel        | Autoren                              | Album               | Jahr |
| ------------ | ------------------------------------ | ------------------- | ---- |
| Das Modell   | Emil Schult (Kraftwerk)              | Das Modell (Single) | 1997 |
| Pet Sematary | Daniel Rey, Dee Dee Ramone (Ramones) | Ich will (Single)   | 2001 |
| Stripped     | Martin Lee Gore (Depeche Mode)       | Stripped (Single)   | 1998 |

## Demos
| Titel                 | Autoren   | Album                            | Jahr |
| --------------------- | --------- | -------------------------------- | ---- |
| Alter Mann*           | Rammstein | Internet-Leak                    | 1994 |
| Asche                 | Rammstein | Demotape                         | 1995 |
| Augen zu              | Rammstein | Internet-Leak                    | 2008 |
| Bückstabü             | Rammstein | Internet-Leak                    | 2008 |
| Das alte Leid         | Rammstein | Demotape                         | 1994 |
| Der Bringer           | Rammstein | Internet-Leak                    | 1994 |
| Der Riecher           | Rammstein | Demotape                         | 1994 |
| Der Seemann           | Rammstein | Demotape                         | 1994 |
| Donaukinder           | Rammstein | Internet-Leak                    | 2008 |
| Eisenmann             | Rammstein | Internet-Leak                    | 2008 |
| Fleisch               | Rammstein | Demotape                         | 1995 |
| Feuerräder            | Rammstein | Engel Fan-Edition (Single)       | 1997 |
| Frühling in Paris     | Rammstein | Internet-Leak                    | 2008 |
| Führe mich            | Rammstein | Internet-Leak                    | 2008 |
| Gib mir Augen         | Rammstein | Internet-Leak                    | 2008 |
| Haifisch              | Rammstein | Internet-Leak                    | 2008 |
| Hallo Hallo           | Rammstein | Du riechst so gut (Promo-Single) | 1995 |
| Halt                  | Rammstein | Internet-Leak                    | 2008 |
| Heirate mich          | Rammstein | Demotape                         | 1995 |
| Herzeleid             | Rammstein | Demotape                         | 1995 |
| Ich tu dir weh        | Rammstein | Internet-Leak                    | 2008 |
| Jeder lacht           | Rammstein | Demotape                         | 1994 |
| Laichzeit             | Rammstein | Demotape                         | 1995 |
| Legion                | Rammstein | Internet-Leak                    | 2008 |
| Liebe ist für alle da | Rammstein | Internet-Leak                    | 2008 |
| Links                 | Rammstein | Internet-Leak                    | 2000 |
| Matrose               | Rammstein | Demotape                         | 1994 |
| Mehr                  | Rammstein | Internet-Leak                    | 2008 |
| Mein Land             | Rammstein | Internet-Leak                    | 2008 |
| Ohne dich             | Rammstein | Ohne dich (Single)               | 2004 |
| Panterra Pussy        | Rammstein | Internet-Leak                    | 2008 |
| Pussy                 | Rammstein | Internet-Leak                    | 2008 |
| Ramm-Mix              | Rammstein | Internet-Leak                    | 2008 |
| Rammlied              | Rammstein | Internet-Leak                    | 2008 |
| Rammstein             | Rammstein | Demotape                         | 1994 |
| Rassmus               | Rammstein | Internet-Leak                    | 2008 |
| Roter Sand            | Rammstein | Internet-Leak                    | 2008 |
| Schwarzes Glas        | Rammstein | Demotape                         | 1994 |
| Schenk mir was        | Rammstein | Internet-Leak                    | 2008 |
| Seid bereit           | Rammstein | Internet-Leak                    | 2008 |
| Waidmann              | Rammstein | Internet-Leak                    | 2008 |
| Waldmann              | Rammstein | Internet-Leak                    | 2008 |
| Weisses Fleisch       | Rammstein | Demotape                         | 1994 |
| White Flesh           | Rammstein | Demotape                         | 1994 |
| Wilder Wein           | Rammstein | Engel Fan-Edition (Single)       | 1997 |
| Was ich liebe         | Rammstein | Internet-Leak                    | 2008 |

*Es handelt sich hierbei nicht um den offiziellen Namen der Demo. Da der offizielle Name jedoch unbekannt ist, wurde der Name des fertigen Liedes verwendet. Andere geläufige inoffizielle Bezeichnungen für diese Demo sind Die Zeit oder Das Wasser soll dein Spiegel sein.

## Unveröffentlichte Lieder
| Titel           | Autoren | Information                                                                                             | Jahr |
| --------------- | ------- | --- | ---- |
| Claudia         |         | Teile des Textes wurden für das Lied Moskau wiederverwendet                                             | 2000 |
| Holz            |         | | 2003 |
| Ich bin         |         | Die Instrumentalversion des Liedes wurde mit neuem Text versehen und als Te quiero Puta! veröffentlicht | 2003 |
| Ich sehe was    |         | |      |
| Ramm4           |         | Teil der Rammstein Tour 2016, Rammstein Festival Tour 2017 und Europe Stadium Tour 2024.                | 2016 |
| Seid bereit     |         | | 2000 |
| Sonne           |         | Nicht zu verwechseln mit dem gleichnamigen Lied aus dem Album Mutter.                                   | 1995 |
| Sonntag bei Omi |         | | 2003 |
| Spring Jungle   |         | Teile von diesem Lied wurden für Spring wiederverwendet                                                 | 2003 |
| Spring weiter   |         | Teile von diesem Lied wurden für Spring wiederverwendet                                                 | 2003 |
| Student         |         | Das Lied wurde überarbeitet und unter dem Titel Benzin veröffentlicht                                   | 2003 |